# خالد بن فيصل السحلي
خالد بن فيصل السحلي، من مواليد (9 مايو 1967م). دبلوماسي سعودي، كان سفيرًا للسعودية لدى تركمانستان من نوفمبر 2014 إلى أبريل 2021، حتى عُيّن مؤخراً وكيلاً لشؤون المراسم بـوزارة الخارجية. قضى حياته العملية داخل وخارج المملكة العربية السعودية تقلد خلالها عدد من المناصب الهامة ومثّل المملكة العربية السعودية في عدد من الوفود الرسمية، وشارك خلال مسيرته العملية في مجموعة من الاجتماعات الإقليمية والدولية.

## الحياة الشخصية
السحلي من مواليد دمشق بسوريا، لعائلة محافظة بمنطقة تبوك (منطقة) شمال المملكة العربية السعودية. نهل أمور السياسة من والده الذي عمل دبلوماسياً بوزارة الخارجية (السعودية). وهو متزوج، ولديه ثلاثة أبناء، ولدين وبنت.

## المؤهلات العلمية
- بكالوريوس علوم إدارية، تخصص علوم سياسية، جامعة الملك سعود. الرياض، المملكة العربية السعودية، 1991م .
- دبلوم الدراسات العليا في العلوم الدبلوماسية من معهد الدراسات الدبلوماسية وزارة الخارجية الرياض، عام 1994-1996.

## الحياة العملية
- ملحق دبلوماسي في وزارة الخارجية عام 1993م.
- الإدارة العامة للاتصالات الإدارية بالوزارة من عام 1993-1994م.
- أمين شعبة المراسم بالوزارة، عامي 1996-1997م.
- نائب رئيس البعثة ورئيس القسم القنصلي بسفارة المملكة العربية السعودية في عشق أباد، تركمانستان. للفترة من 1997-2001م.
- رئيس القسم القنصلي ثم نائب رئيس البعثة بسفارة المملكة العربية السعودية في أتاوا، كندا. للفترة من 2001-2004م.
- الرياض، رئيس قسم التمثيل الدبلوماسي بوزارة الخارجية، عامي 2004-2006م.
- نائب رئيس البعثة ورئيس القسم القنصلي بسفارة المملكة العربية السعودية في بانكوك، تايلاند. عام 2006-2007م.
- مدير مكتب السفير ثم رئيس شؤون المواطنين بالقسم القنصلي بسفارة المملكة العربية السعودية في الكويت، للفترة من 2007-2010م.
- مساعد مدير عام الإدارة العامة للشؤون الدبلوماسية، ثم مدير عام الإدارة بالإنابة بوكالة الوزارة لشؤون المراسم للفترة من 2010-2012م.
- مستشار بمكتب سمو نائب وزير الخارجية عام 2013م.
- وزير مفوض بمكتب سمو نائب وزير الخارجية 2014م.
- سفير خادم الحرمين الشريفين في تركمانستان خلال الفترة 2014 - 2021م.[1]
- وكيل وزارة الخارجية لشؤون المراسم من 2021 وإلى تاريخه.

### العضويات والمشاركات
شارك السحلي في الكثير من المؤتمرات والاجتماعات في المحافل الدولية والإقليمية والمحلية، ومنها:
- رئيس وفد المملكة في المؤتمر الدولي الخاص بالنازحين واللاجئين في وسط وغرب آسيا (CASWAME) والذي عقد في العاصمة التركمانية عشق أباد في مارس 1998م.
- المشاركة نيابة عن حكومة المملكة في أعمال المؤتمر الدولي الخاص باتحاد البرلمانيين العالمي – اوتاوا، كندا 2003م.
- عضو وفد المملكة للدورتين (60) و(68) للجمعية العامة في هيئة الأمم المتحدة 2005 و2013 – نيويورك، الولايات المتحدة الأمريكية.
- عضو وفد المملكة في مؤتمر عدم الانحياز، طهران، إيران ، 2012م.
- عضو وفد المملكة في مؤتمر الحوار الأسيوي، دوشنبه، طاجيكستان 2013م.
- المشاركة في العديد من المؤتمرات الدولية التي عقدت في المملكة منها:-
- مؤتمر مكافحة الإرهاب – الرياض 2005م.
- مؤتمر أصدقاء اليمن – الرياض أبريل 2012م.
- مؤتمر القمة الإسلامية – مكة المكرمة أغسطس 2012م.
- مؤتمر القمة العربية الاقتصادية والتنموية والاجتماعية الثالثة في الرياض يناير عام 2013م.
- مؤتمر وزراء خارجية منظمة التعاون الإسلامي في جدة يونيو 2014م.
- مؤتمر القمة الإسلامي في مكة المكرمة، مايو 2019م.